# John Berry (Regisseur)
John Berry (* 6. September 1917 in der Bronx, New York als Jack Szold; † 29. November 1999 in Paris, Frankreich) war ein US-amerikanischer Filmregisseur, Drehbuchautor, Schauspieler und Filmproduzent. Er inszenierte Filme wie Zum Zerreißen gespannt, Steckbrief 7-73, Die schwarze Sklavin, Gefahr im Tal der Tiger oder Gefangen im ewigen Eis.

## Leben und Karriere
Geboren 1917 als Jack Szold in der Bronx als Sohn jüdischer Eltern, begann John Berry seine Filmkarriere als Schauspieler in kleinen Nebenrollen wie in Orson Welles Kurzfilm Too Much Johnson aus dem Jahre 1938, wo er sich auch erste Sporen als Regieassistent verdiente. Es folgten weitere kleine Auftritte in US-amerikanischen Filmen wie in Billy Wilders Klassiker Frau ohne Gewissen. Ende der 1940er Jahre legte er sein Hauptaugenmerk dann auf die Ausbildung zum Regisseur, unter anderem mit einer weiteren Arbeit als Regieassistent bei Max Ophüls’ Drama Gefangen von 1948.
1949 inszenierte er mit Zum Zerreißen gespannt einen Krimi im Stile des Film noir mit einer namhaften Besetzung wie Richard Basehart, Audrey Totter, Cyd Charisse, Barry Sullivan und William Conrad.
Berry drehte nur noch einen weiteren Film in den USA, Steckbrief 7-73, bevor er, vor dem Komitee für unamerikanische Umtriebe als Kommunist denunziert, in Hollywood keine Arbeit mehr fand und gezwungen war, in Europa Regieaufträge anzunehmen.
1955 arbeitete er mit Stars wie Eddie Constantine in Küsse, Kugeln und Kanaillen oder mit Fernandel in Der große Verführer. 1958 besetzte er Dorothy Dandridge, Curd Jürgens und Jean Servais in seinem Filmdrama Die schwarze Sklavin, für das er auch das Drehbuch schrieb.
Seit den 1960er Jahren inszenierte er dann überwiegend Auftragsarbeiten wie Gefahr im Tal der Tiger (1966), Claudine (1974), Ich habe recht und du bist schuld (1977) oder Die Bären sind nicht mehr zu bremsen (1978) und trat 1976 nach langer Zeit auch als Schauspieler vor die Kamera in Maurice Dugowsons F wie Fairbanks an der Seite von Patrick Dewaere, Miou-Miou und Michel Piccoli.
Erst zu Beginn der 1980er Jahre investierte er wieder mehr Zeit auf die eigene Arbeit als Schauspieler auch schrieb er wieder vermehrt Drehbücher wie bei French Streetfighters (1987) und realisierte eigene Filmprojekte wie Gefangen im ewigen Eis (1993) oder sein letztes Werk das Drama Buschmann und Lena mit Danny Glover und Angela Bassett, das posthum in die Kinos kam.
John Berry starb am 29. November 1999 in der französischen Hauptstadt im Alter von 82 Jahren.
Von 1975 bis zu seinem Tod 1999 war er mit der französischen Schauspielerin Myriam Boyer verheiratet.

## Auszeichnungen
- 1990 wurde er mit dem Telluride Film Festival Silver Medallion zusammen mit Gérard Depardieu und Clint Eastwood ausgezeichnet.

## Filmografie (Auswahl)

### Regisseur
- 1946: Miss Susie Slagle’s
- 1946: Morgen und alle Tage (From This Day Forward)
- 1946: Cross My Heart
- 1948: Casbah – Verbotene Gassen (Casbah)
- 1949: Zum Zerreißen gespannt (Tension)
- 1951: Steckbrief 7-73 (He Ran All the Way)
- 1955: Harte Fäuste – heißes Blut (Ça va barder) – auch Co-Autor
- 1955: Küsse, Kugeln und Kanaillen (Je suis un sentimental) – auch Co-Autor
- 1956: Der große Verführer (Don Juan) – auch Co-Autor
- 1958: Die schwarze Sklavin (Tamango) – auch Co-Autor
- 1959: Oh! Qué mambo
- 1966: Gefahr im Tal der Tiger (Maya)
- 1968: À tout casser
- 1974: Claudine
- 1977: Ich habe recht und du bist schuld (Thieves)
- 1978: Die Bären sind nicht mehr zu bremsen (The Bad News Bears Go to Japan)
- 1980: Ein Engel auf meiner Schulter (Angel on My Shoulder, Fernsehfilm)
- 1982: Sister, Sister (Fernsehfilm)
- 1982: Honeyboy (Fernsehfilm)
- 1985: Le voyage à Paimpol
- 1987: French Streetfighters (Il y a maldonne) – auch Produktion und Co-Autor
- 1993: Gefangen im ewigen Eis (A Captive in the Land) – auch Produktion und Co-Autor
- 2000: Buschmann und Lena (Boesman and Lena) – auch Drehbuch

### Schauspieler
- 1944: Frau ohne Gewissen (Double Indemnity)
- 1956: Mein Freund Enrico (Mi tío Jacinto)
- 1976: F wie Fairbanks (F comme Fairbanks)
- 1986: Golden Eighties
- 1986: Um Mitternacht (Round Midnight)
- 1987: A Man in Love (Un homme amoureux)
- 1989: Blancs cassés
- 1997: Hantises